# Michio Kaku
Michio Kaku (engelskt uttal: [ˈmiːtʃioʊ ˈkɑːkuː]; japanska: 加來 道雄), född 24 januari 1947 i San Jose i Kalifornien, är en amerikansk teoretisk fysiker specialiserad i strängteorin. Han är författare till ett antal böcker, både inom facklitteratur och populärvetenskap. Kaku har skrivit tre New York Times bästsäljare: Physics of the Impossible (2008), Physics of the Future (2011), and The Future of the Mind (2014). Han framträder också ofta i globala frågor som visas i medier, däribland jordbävningen i Japan 2011.

## Biografi
Michio Kaku är en amerikansk medborgare med utländsk bakgrund. Hans farfar åkte från Japan till Amerika för att röja upp efter jordbävningen i San Francisco 1906. Han är gift med Shizue Kaku och har två barn.